# Ryūhei Matsuda
Ryūhei Matsuda (松田龍平?, Matsuda Ryūhei; Tokyo, 9 maggio 1983) è un attore giapponese.
È figlio dell'attore Yūsaku Matsuda, noto internazionalmente per aver interpretato Sato in Black Rain - Pioggia sporca, e dell'attrice Miyuki Matsuda.

## Biografia
Ha perso il padre quando aveva sei anni. Anche suo fratello minore Shōta Matsuda è un attore. Quando aveva quindici anni, viene contattato dal regista Nagisa Ōshima, che gli propone di recitare nel controverso film Gohatto. Inizialmente Matsuda rifiuta la parte quando scopre di dover interpretare un samurai omosessuale. Più tardi però cambia idea e partecipa a due mesi di allenamenti di kendō per prepararsi al ruolo.
Dopo il successo di Gohatto, partecipa al 2001 al film Aoi haru nel ruolo del protagonista Kujo, il leader di una banda studentesca. Successivamente compare in numerosi film di registi famosi, come Big Bang Love, Juvenile A di Takashi Miike e Nightmare Detective - Il cacciatore di sogni di Shinya Tsukamoto. Ha anche recitato accanto a numerose stelle del J-pop, fra cui Mika Nakashima e Yuna Ito in Nana e Hitomi in Nightmare Detective.

### Vita privata
L'11 gennaio 2009 ha sposato la modella russo-giapponese Rina Ōta; il loro primo figlio, una bambina, è nato il 4 luglio di quello stesso anno.

## Filmografia
- Tabù - Gohatto, regia di Nagisa Ōshima (1999)
- Shibito no koiwazurai, regia di Kazuyuki Shibuya (2001)
- Hashire! Ichiro, regia di Kazuki Ōmori (2001)
- Aoi haru, regia di Toshiaki Toyoda (2001)
- Renai shashin (Collage of our life), regia di Yukihiko Tsutsumi (2003)
- 9 Souls, regia di Toshiaki Toyoda (2003)
- Showa kayo daizenshu, regia di Tetsuo Shinohara (2003)
- Cutie Honey, regia di Hideaki Anno (2004)
- Izo, regia di Takashi Miike (2004)
- Koi no mon, regia di Matsuo Suzuki (2004)
- Nana, regia di Kentarō Ōtani (2005)
- Ranpo jigoku (Ranpo Noir), regia di Akio Jissōji, Atsushi Kaneko, Hisayasu Satō e Suguru Takeuchi (2005)
- Gimmy Heaven, regia di Toru Matsura (2006)
- Nightmare Detective - Il cacciatore di sogni (Akumu Tantei), regia di Shin'ya Tsukamoto (2006)
- Big Bang Love, Juvenile A (46-okunen no koi), regia di Takashi Miike (2006)
- Nightmare Detective 2 (Akumu Tantei 2), regia di Shin'ya Tsukamoto (2008)
- Mugiko-san to (麦子さんと), regia di Keisuke Yoshida (2013)
- The Raid 2: Berandal, regia di Gareth Evans (2015)
- Sanpo suru shinryakusha, regia di Kiyoshi Kurosawa (2017)
- The Tokyo Night Sky Is Always The Densest Shade of Blue, regia di Yūya Ishii (2017)
- Omameda Towako to sannin no motootto (大豆田とわ子と三人の元夫?) – serie TV (2021)

## Doppiatori italiani
- Simone Crisari in Tabù - Gohatto
- Federico Di Pofi in Nightmare Detective - Il cacciatore di sogni